# Giuseppina Pasqua
Giuseppina Pasqua (Perugia, Italia, 24 de octubre de 1851-24 de febrero de 1930) fue una mezzosoprano italiana que actuó por toda Europa desde el final de los años 1860 hasta los primeros del siglo XX. Se la recuerda especialmente por haber participado en el estreno mundial de la última ópera de Verdi, Falstaff, en el papel de Mrs. Quickly.

## Vida y carrera
Pasqua comenzó su formación en su ciudad natal con Ulisse Corticelli, e hizo su debut profesional en el teatro Morlacchi de la ciudad en 1868, cantando el papel de Oscar (una soprano ligera) en Un ballo in maschera. Tras completar sus estudios con Marietta Piccolomini cantó la Margarita de Valois de Les Huguenots en Palermo, y en el estreno, en el San Carlo de Nápoles, de Giovanna di Napoli, de Errico Petrella, en 1869. Debutó en la Scala de Milán en 1872 como Ännchen en Der Freischütz.
La conocida mezzosoprano Maria Waldmann la aconsejó que pasara a la cuerda de mezzosoprano, y, tras completar su formación con Luigia Abbadia, comenzó a interpretar algunos papeles menores en La Scala. Desde 1878 comenzó a tener grandes éxitos en ese teatro, y en los principales de Italia, con su nuevo repertorio (La forza del destino en Nápoles, o Aida en Bolonia). En 1878-79 actuó en Moscú, Munich y en el Covent Garden de Londres (La favorita). Desde 1872 hasta 1897 apareció regularmente en el Teatro Real de Madrid, donde fue muy querida por el público, especialmente en el papel protagonista de Carmen. En los años 80 y 90 se presentó en Lisboa, San Petersburgo y en el Teatro del Liceo de Barcelona, donde fue prima donna contralto entre 1881 y 1887.
En 1884, en La Scala, cantó la parte de Eboli en la presentación de la nueva versión italiana de Don Carlos. El 9 de febrero de 1893 participó en el estreno de Falstaff, la última ópera de Verdi, en el papel de Mrs. Quickly, que el compositor había pensado para su voz, dedicándole expresamente la escena del segundo acto Giunta all'albergho.
Desde su matrimonio, Pasqua fue también frecuentemente conocida como Giuseppina Pasqua-Giacomelli.